# Calau-de-bico-pálido
Calau-de-bico-pálido ou calau-de-bico-marfim (Lophoceros pallidirostris) é uma espécie de calau da família Bucerotidae.
Pode ser encontrada nos seguintes países: Angola, República Democrática do Congo, Quénia, Malawi, Moçambique, Tanzânia e Zâmbia.